# Joan Mir
Joan Mir Mayrata (Palma de Mallorca, 1 september 1997) is een Spaans motorcoureur. In 2017 werd hij kampioen in het wereldkampioenschap Moto3 en in 2020 werd hij MotoGP-kampioen.

## Carrière

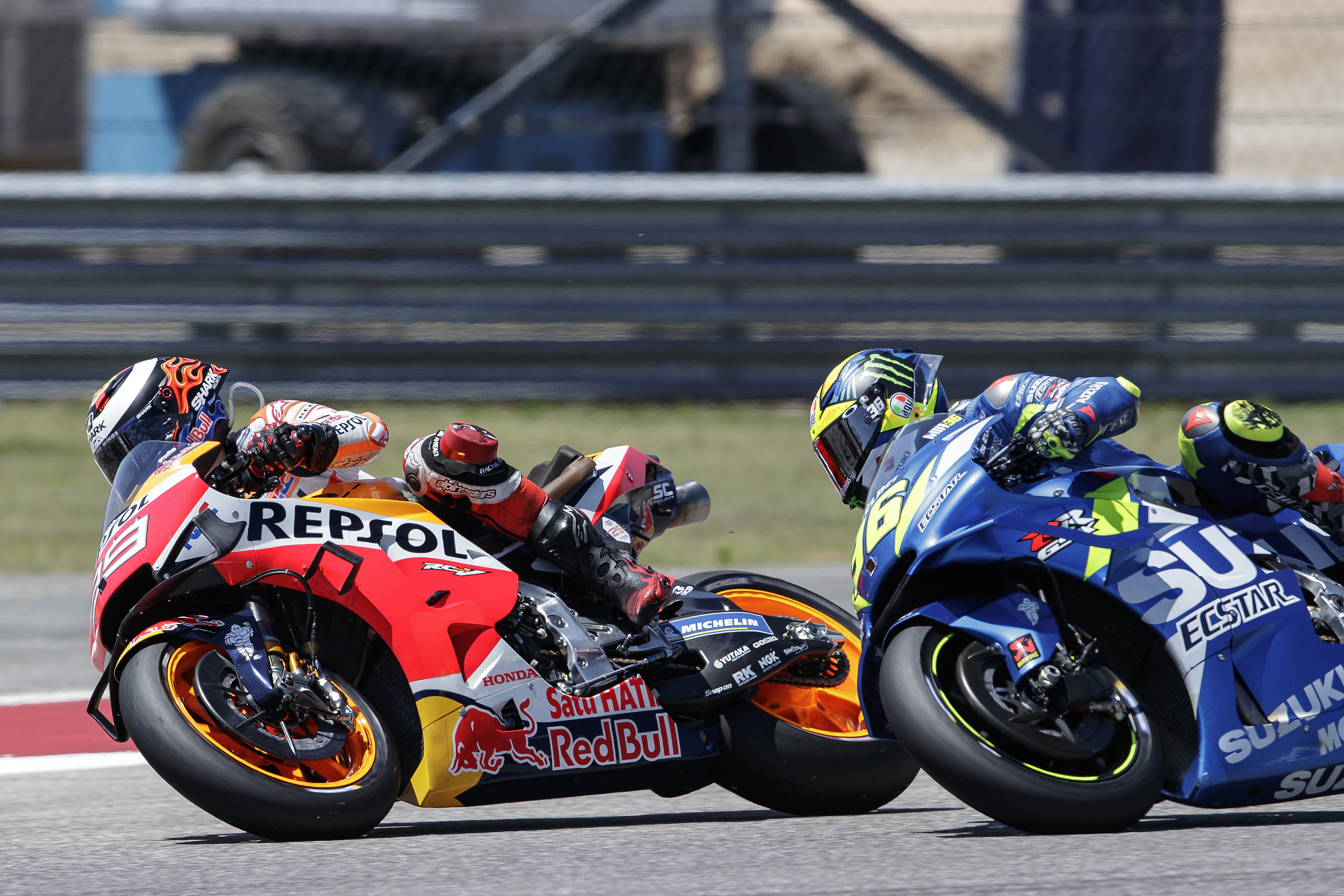
Jorge Lorenzo (links), Joan Mir (rechts), 2019

Mir begon zijn motorsportcarrière in de Minimoto-klasse op tienjarige leeftijd. Tussen 2008 en 2011 nam hij deel aan kampioenschappen op de Balearen en won kampioenschappen in de Minimoto-, Minimotard en Bankia Cup-klassen. In 2012 maakte hij de overstap naar het nationale 125cc-klasse en werd direct kampioen.
In 2013 maakte Mir zijn debuut in de FIM MotoGP Rookies Cup en werd in zijn eerste seizoen negende met een tweede plaats op Silverstone als beste resultaat. In 2014 won hij races op het Circuito Permanente de Jerez, het Automotodrom Brno en het Motorland Aragón en werd achter Jorge Martín tweede in de eindstand.
In 2015 maakte Mir de overstap naar het FIM CEV Moto3 Junior World Championship op een Honda voor Leopard Racing. Hij won vier races op het Autódromo Internacional do Algarve, het Circuit de Barcelona-Catalunya en het Motorland Aragón (tweemaal) en werd, voor een overstap naar KTM in het laatste raceweekend, vierde in het kampioenschap. Daarnaast maakte hij dat jaar ook zijn debuut in de Moto3-klasse van het wereldkampioenschap wegrace op een Honda als vervanger van de geblesseerde Leopard-coureur Hiroki Ono tijdens de Grand Prix van Australië, maar hij wist de race niet te finishen.
In 2016 maakte Mir zijn fulltime debuut in de Moto3-klasse van het wereldkampioenschap voor Leopard op een KTM. In de eerste seizoenshelft wist hij goede resultaten neer te zetten met regelmatige puntenfinishes. Tijdens de Grand Prix van Oostenrijk behaalde hij zijn eerste pole position en tevens zijn eerste Grand Prix-overwinning in het wereldkampioenschap. Met twee andere podiumplaatsen beëindigde hij het seizoen als de beste rookie op de vijfde plaats met 144 punten.
In 2017 stapte het team van Mir over naar een Honda-motor. Dit bleek een goede keuze, hij won races in Qatar, Argentinië, Frankrijk, Catalonië, Duitsland, Tsjechië, Oostenrijk, Aragón en Australië. Dankzij deze laatste overwinning werd hij, twee races voor het einde van het seizoen, uitgeroepen tot wereldkampioen Moto3.
In 2018 maakte Mir de overstap naar de Moto2-klasse, waarin hij voor het Marc VDS Racing Team uitkwam op een Kalex. Hij kende een goed debuutseizoen, waarin hij in Frankrijk, Italië, Duitsland en Australië op het podium wist te finishen. Met 155 punten eindigde hij op de zesde plaats in het klassement.
In 2019 stapte Mir over naar de MotoGP-klasse, waarin hij voor het fabrieksteam van Suzuki uitkwam. Hij kende een moeilijk debuutseizoen, waarin hij halverwege het jaar twee races moest missen vanwege blessures aan zijn borst en longen. Een vijfde plaats in Australië was zijn beste klassering. Met 92 punten werd hij twaalfde in de eindstand.
In 2020 bleef Mir actief bij Suzuki. Alhoewel hij in twee van de eerste drie races vanwege crashes niet aan de finish kwam, stond hij regelmatig op het podium. Hij stond zesmaal op het podium, voordat hij in de Grand Prix van Europa zijn eerste MotoGP-zege behaalde. Een week later werd hij tijdens de Grand Prix van Valencia voor het eerst gekroond tot MotoGP-kampioen.

## Statistieken

### Grand Prix

#### Per seizoen
| Seizoen | Klasse | Motor  | Team               | Races | Winst | Podiums | Poles | SR | Ptn  | Pos |
| ------- | ------ | ------ | ------------------ | ----- | ----- | ------- | ----- | -- | ---- | --- |
| 2015    | Moto3  | Honda  | Leopard Racing     | 1     | 0     | 0       | 0     | 0  | 0    | NC  |
| 2016    | Moto3  | Honda  | Leopard Racing     | 18    | 1     | 3       | 1     | 2  | 144  | 5e  |
| 2017    | Moto3  | Honda  | Leopard Racing     | 18    | 10    | 13      | 1     | 3  | 341  | 1e  |
| 2018    | Moto2  | Kalex  | EG 0,0 Marc VDS    | 18    | 0     | 4       | 0     | 1  | 155  | 6e  |
| 2019    | MotoGP | Suzuki | Team Suzuki Ecstar | 17    | 0     | 0       | 0     | 0  | 92   | 12e |
| 2020    | MotoGP | Suzuki | Team Suzuki Ecstar | 14    | 1     | 7       | 0     | 0  | 171  | 1e  |
| 2021    | MotoGP | Suzuki | Team Suzuki Ecstar | 18    | 0     | 6       | 0     | 1  | 208  | 3e  |
| 2022    | MotoGP | Suzuki | Team Suzuki Ecstar | 16    | 0     | 0       | 0     | 0  | 87   | 15e |
| 2023    | MotoGP | Honda  | Repsol Honda Team  | 15    | 0     | 0       | 0     | 0  | 26   | 22e |
| 2024    | MotoGP | Honda  | Repsol Honda Team  | 19    | 0     | 0       | 0     | 0  | 21   | 21e |
| 2025*   | MotoGP | Honda  | Honda HRC Castrol  | 13    | 0     | 0       | 0     | 0  | 42   | 18e |
| Totaal  | Totaal | Totaal | Totaal             | 167   | 12    | 33      | 2     | 7  | 1287 |     |

#### Per klasse
| Klasse | Seizoenen  | 1e GP          | 1e podium       | 1e winst        | Races | Winst | Podiums | Poles | SR | Ptn  | Kampioen |
| ------ | ---------- | -------------- | --------------- | --------------- | ----- | ----- | ------- | ----- | -- | ---- | -------- |
| Moto3  | 2015-2017  | Australië 2015 | Oostenrijk 2016 | Oostenrijk 2016 | 37    | 11    | 16      | 2     | 5  | 485  | 1        |
| Moto2  | 2018       | Qatar 2018     | Frankrijk 2018  |                 | 18    | 0     | 4       | 0     | 1  | 155  | 0        |
| MotoGP | 2019-heden | Qatar 2019     | Oostenrijk 2020 | Europa 2020     | 112   | 1     | 13      | 0     | 1  | 647  | 1        |
| Totaal | 2015-heden | 2015-heden     | 2015-heden      | 2015-heden      | 167   | 12    | 33      | 2     | 7  | 1287 | 2        |

#### Races per jaar
(vetgedrukt betekent pole positie; cursief betekent snelste ronde; 1–9 betekent positie in de sprintrace)
| Jaar | Klasse | Motor  | 1        | 2       | 3       | 4       | 5        | 6        | 7       | 8       | 9       | 10      | 11      | 12      | 13      | 14      | 15      | 16      | 17      | 18      | 19      | 20      | 21  | 22  | Pos | Ptn |
| ---- | ------ | ------ | -------- | ------- | ------- | ------- | -------- | -------- | ------- | ------- | ------- | ------- | ------- | ------- | ------- | ------- | ------- | ------- | ------- | ------- | ------- | ------- | --- | --- | --- | --- |
| 2015 | Moto3  | Honda  | QAT      | AME     | ARG     | SPA     | FRA      | ITA      | CAT     | NED     | DUI     | INP     | TSJ     | GBR     | SMR     | ARA     | JPN     | AUS DNF | MAL     | VAL     |         |         |     |     | NC  | 0   |
| 2016 | Moto3  | KTM    | QAT 12   | ARG 5   | AME DNF | SPA 6   | FRA 25   | ITA 7    | CAT 8   | NED 8   | DUI DNF | OOS 1   | TSJ 8   | GBR 9   | SMR 3   | ARA 5   | JPN 9   | AUS DNF | MAL DNF | VAL 2   |         |         |     |     | 5   | 144 |
| 2017 | Moto3  | Honda  | QAT 1    | ARG 1   | AME 8   | SPA 3   | FRA 1    | ITA 7    | CAT 1   | NED 9   | DUI 1   | TSJ 1   | OOS 1   | GBR 5   | SMR 2   | ARA 1   | JPN 17  | AUS 1   | MAL 1   | VAL 2   |         |         |     |     | 1   | 341 |
| 2018 | Moto2  | Kalex  | QAT 11   | ARG 7   | AME 4   | SPA 11  | FRA 3    | ITA 3    | CAT DNF | NED 5   | DUI 2   | TSJ DNF | OOS 8   | GBR C   | SMR 5   | ARA 6   | THA DNF | JPN 11  | AUS 2   | MAL 10  | VAL DNF |         |     |     | 6   | 155 |
| 2019 | MotoGP | Suzuki | QAT 8    | ARG DNF | AME 17  | SPA DNF | FRA 16   | ITA 12   | CAT 6   | NED 8   | DUI 7   | TSJ DNF | OOS     | GBR     | SMR 8   | ARA 14  | THA 7   | JPN 8   | AUS 5   | MAL 10  | VAL 7   |         |     |     | 12  | 92  |
| 2020 | MotoGP | Suzuki | SPA DNF  | AND 5   | TSJ DNF | OOS 2   | STI 4    | SMR 3    | EMI 2   | CAT 2   | FRA 11  | ARA 3   | TER 3   | EUR 1   | VAL 7   | POR DNF |         |         |         |         |         |         |     |     | 1   | 171 |
| 2021 | MotoGP | Suzuki | QAT 4    | DOH 7   | POR 3   | SPA 5   | FRA DNF  | ITA 3    | CAT 4   | DUI 9   | NED 3   | STI 2   | OOS 4   | GBR 9   | ARA 3   | SMR 6   | AME 8   | EMI DNF | ALG 2   | VAL 4   |         |         |     |     | 3   | 208 |
| 2022 | MotoGP | Suzuki | QAT 6    | INA 6   | ARG 4   | AME 4   | POR DNF  | SPA 6    | FRA DNF | ITA DNF | CAT 4   | DUI DNF | NED 8   | GBR DNF | OOS DNF | SMR     | ARA DNS | JPN     | THA     | AUS 18  | MAL 19  | VAL 6   |     |     | 15  | 87  |
| 2023 | MotoGP | Honda  | POR 11   | ARG DNS | AME DNF | SPA DNF | FRA DNF  | ITA DNS  | DUI     | NED     | GBR DNF | OOS DNF | CAT 17  | SMR DNF | IND 5   | JPN 12  | INA DNF | AUS DNF | THA 12  | MAL DNF | QAT 14  | VAL DNS |     |     | 22  | 26  |
| 2024 | MotoGP | Honda  | QAT 13   | POR 12  | AME DNF | SPA 129 | FRA DNF  | CAT 15   | ITA DNF | NED DNF | DUI 18  | GBR DNF | OOS 17  | ARA 14  | SMR WD  | EMI 11  | INA DNF | JPN DNF | AUS DNF | THA 15  | MAL DNF | SOL DNF |     |     | 21  | 21  |
| 2025 | MotoGP | Honda  | THA DNF9 | ARG 98  | AME DNF | QAT DNF | SPA DNF9 | FRA DNF9 | GBR 10  | ARA 7   | ITA 11  | NED DNF | DUI DNF | TSJ DNF | OOS 6   | HON     | CAT     | SMR     | JPN     | INA     | AUS     | MAL     | POR | VAL | 18* | 42* |

* Seizoen nog bezig.